# マイワシ
| 項目                                   | 分量（g） |
| -------------------------------------- | --------- |
| 脂肪総量                               | 13.9      |
| 脂肪酸総量                             | 10        |
| 飽和脂肪酸                             | 3.8       |
| 一価不飽和脂肪酸                       | 2.8       |
| 多価不飽和脂肪酸                       | 3.8       |
| 18:2（n-6）リノール酸                  | 0.14      |
| 18:3（n-3）α-リノレン酸                | 0.094     |
| 20:4（n-6）アラキドン酸                | 0.16      |
| 20:5（n-3）エイコサペンタエン酸（EPA） | 0.26      |
| 22:6（n-3）ドコサヘキサエン酸（DHA）   | 1.3       |

マイワシ（真鰯・真鰮）、学名 Sardinops melanostictus は、ニシン目・ニシン科に分類される魚の一種。東アジア沿岸域に分布する海水魚である。カリフォルニアマイワシ（S. sagax）の亜種とされることもある。
日本ではいわゆる「イワシ」の一種として、食用や各種産業に利用される重要な水産資源である。別名はイワシ、ユワシ（各地）、ナナツボシ（七つ星 : 各地）、シラス、マシラス（稚魚）、カエリ、アオコ、ヒラゴ（数cm程度の若魚）、コバ（小羽 : 10cm前後）、チュウバ（中羽 : 15cm前後）、オオバ（大羽 : 20cm前後）など地域によってさまざまな呼び名がある。また、大きさによって呼び名が変わる出世魚でもある。

## 特徴
成魚の全長は30cmに達するが、20cmくらいまでの個体が多い。体は上面が青緑色、側面から腹にかけては銀白色をしている。また、体側に黒い斑点が1列に並ぶ。ただし個体によっては2列あるもの、2列の下に更に不明瞭な3列目があるもの、逆に斑点が全く無いものもいる。別名「ナナツボシ」（七つ星）はこの斑点列に由来する。
体は前後に細長く、腹部が側扁していて、断面は逆三角形に近い紡錘形をしている。下顎が上顎よりわずかに前に突き出る。鱗は薄い円鱗で剥がれ易い。縦列の鱗の数は45枚前後で体の割りには大きい。側線はない。
同じイワシとして括られるカタクチイワシやウルメイワシとは、体側に黒点列があること、体の断面が比較的左右に平たいことなどで区別できる。

### 生態
樺太から南シナ海までの東アジア沿岸域（日本では北海道から九州南岸まで）に分布する。
海岸近くから沖合いまでの海面近くに生息し、大群を作って遊泳する。春から夏にかけて北上、秋から冬には南下という季節的な回遊を行うが、中には回遊をせず一定の海域に留まる群れもある。
成魚は海中を浮遊する珪藻などの植物プランクトンを主な餌とする。口と鰓蓋を大きく開けながら泳ぎ、鰓弓についた鰓耙（さいは）でプランクトンを濾過摂食する。一方、天敵はイカ、アジ、サバ、カツオ、サメ、海鳥類、イルカ、クジラなど多岐にわたる。天敵に襲われた場合は密集隊形を作り、一斉に同調して泳いで敵の攻撃をかわす。
産卵期は12月から7月までと長いが、南のものほど早く、2月から5月頃に最盛期となる。産卵は夕方から深夜までに水深数十mで行われ、メスは数回に分けて4万-12万粒の卵を産む。ただし卵を保護する習性はないので大部分が他の動物に捕食され、成魚まで成長できるのはごくわずかである。
受精卵は直径1.23-1.44mmの分離浮性卵で、卵黄に網目模様がある。受精卵は海中を漂いながら発生し、2-3日で孵化する。稚魚（シラス）は主に橈脚類の卵や幼生を捕食しながら成長する。やがて橈脚類やアミ類などの動物プランクトンを捕食するようになるが、成長して鰓耙の発達が進むと植物プランクトンを濾過摂食するようになる。1-3年で性成熟し、寿命は5-6年ほどだが、8年ほど生きるものもいる。

## 利用
日本では食用にされ、青魚・大衆魚として馴染み深いが、実際は食用より飼料や肥料への利用が多い。
巻き網、引き網、定置網などで漁獲される。サビキを利用した釣りで漁獲されることもあり、群れに遭遇すると続けて釣れる。飼・肥料としての利用が多いため、漁獲量減少の影響は水産業に留まらず畜産業、農業などにも及ぶ。食用としての流通も減るので、21世紀初頭にはマイワシの鮮魚が「高級魚」として扱われるようにもなっている。

### 漁獲量の減少
漁獲量減少の原因は、巻き網漁による過剰な捕獲によるものである。日本沿岸でのマイワシの漁獲量は、60-80年周期で大きく波打つような数値を示し、水産業における研究課題ともなっている。例えば1965年の漁獲量は1万t を割ったがその後は急回復し、
1972年からは豊漁が続いたため日本が漁獲高世界一となる決定打となった。特に1988年には日本の総漁獲量の40% を占める450万t が漁獲されている。しかしその後は21世紀初頭まで減少を続けている。（マイワシの増減については青魚#魚種交替も参照）

### 食用
身は柔らかくて小骨が多い。大型個体では皮下脂肪がよく発達する。食用での用途はちりめんじゃこ（シラス干し）、干物（目刺、丸干し、開き、煮干し）、塩焼き、煮付け、缶詰、酢の物、刺身、たたき、魚肉練り製品（つみれ、蒲鉾、竹輪）など非常に幅広い。
ただし水揚げされた後は傷みが早く、すぐに臭みが出るため、刺身や塩焼きにできるほど新鮮なものは流通が限られる。薬味にはショウガがよく用いられる。刺身はショウガ醤油や酢味噌で食べられる。
マイワシの煮干しは平子煮干し（ヒラゴニボシ）と呼ばれる。
栄養素面ではドコサヘキサエン酸などの不飽和脂肪酸やビタミンDを多く含むことが報告されている。このため20世紀末頃からはいわゆる体に良い食材として再評価も進んでいる。